# Referendum sull'allargamento della CEE
Il referendum sull'allargamento della Comunità Economica Europea, fu un referendum svoltosi in Francia il 23 aprile 1972.

## Risultati

### Livello nazionale
| Preferenza     | Voti       | Percentuale (%) |
| -------------- | ---------- | --------------- |
| Sì             | 10.847.554 | 68,32%          |
| No             | 5 030 934  | 31,68%          |
| Voti validi    | 15 878 488 | 88,39%          |
| Voti dispersi  | 2.086.119  | 11,61%          |
| Affluenza      | 60,24%     | 60,24%          |
| Aventi diritto | 29.820.464 | 29.820.464      |